# Slavistika
Slavistika je znanstvena veda o slovanskih jezikih in književnostih, v širšem smislu tudi o slovanski kulturi.
Slavistika se je pojavila med začetkom 18. in koncem 19. stoletja - hkrati s pojavom preporoda slovanskih narodov. Eden od utemeljiteljev slavistike je bil češki jezikoslovec Josef Dobrovský.
Specialna področja slavistike po posameznih slovanskih jezikih in književnostih so:
- belorusistika (beloruščina)
- bohemistika (češčina)
- bolgaristika (bolgarščina)
- kroatistika (hrvaščina)
- makedonistika (makedonščina)
- paleoslavistika (staroslovanščina)
- polonistika (poljščina)
- rusistika (ruščina)
- rusinistika (rusinščina)
- slovakistika (slovaščina)
- slovenistika (slovenščina)
- sorbistika (lužiška srbščina)
- srbistika (srbščina)
- srbokroatistika (srbohrvaščina)
- ukrajinistika (ukrajinščina)
- včasih tudi jugoslavistika ali srbokroatistika (vključevala južnoslovansko ali ožje srbsko-hrvaško-bosansko-čnogorsko jezikovno področje, včasih pa tudi makedonistiko in slovenistiko, redkeje bolgaristiko)